# Marsz Niepodległości

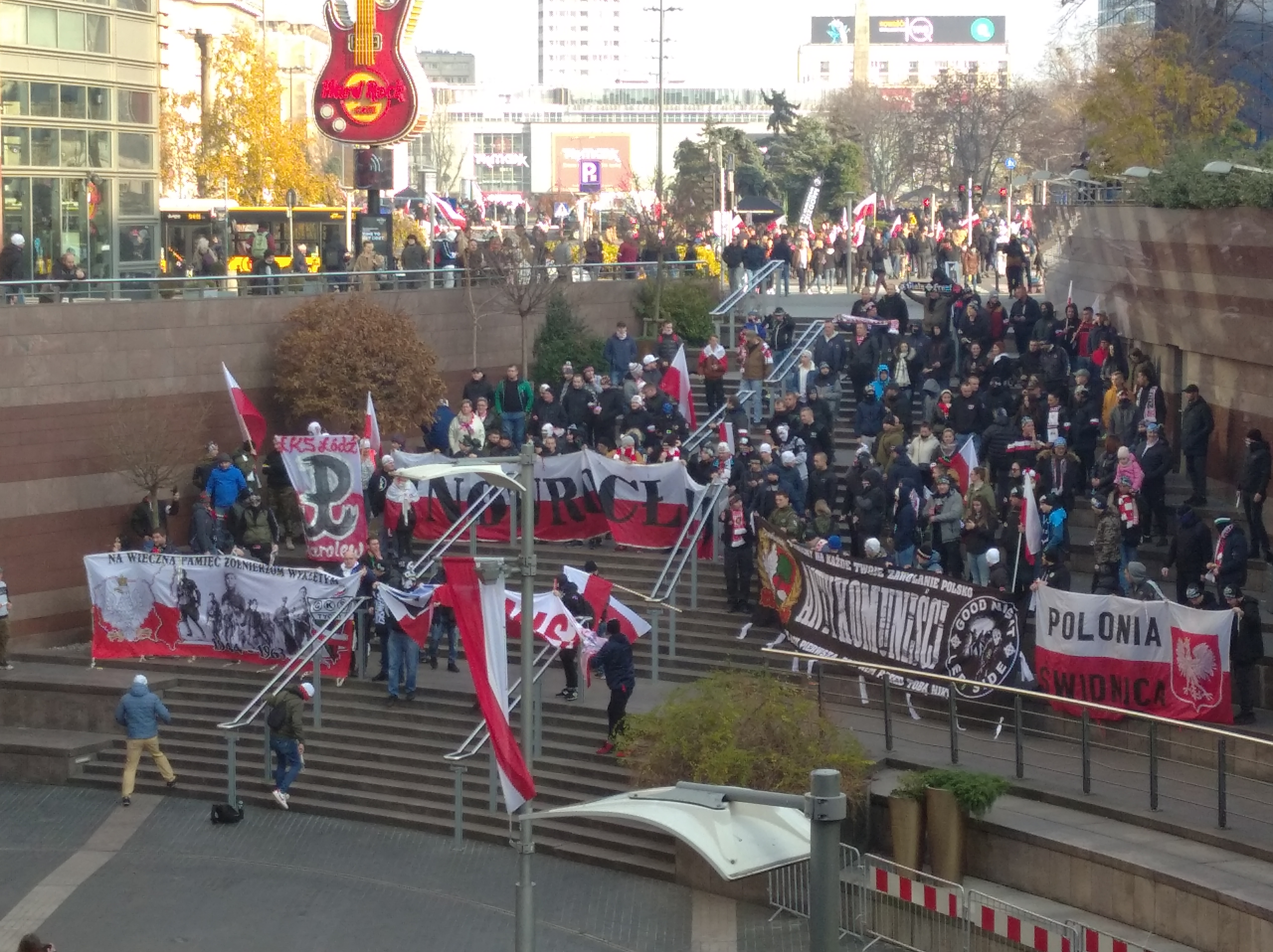
Uczestnicy marszu zbierający się na schodach galerii handlowej Złote Tarasy (2021)

Marsz Niepodległości – manifestacja w postaci przemarszu ulicami Warszawy, odbywająca się w dniu 11 listopada.
Marsz Niepodległości został zainicjowany przez nacjonalistyczne organizacje polityczne: Młodzież Wszechpolską i Obóz Narodowo-Radykalny. Od 2011 organizatorem marszu jest Stowarzyszenie Marsz Niepodległości, do którego należą m.in. działacze tych organizacji.
Zgodnie z deklaracją organizatorów Marsz Niepodległości jest elementem świętowania obchodów Narodowego Święta Niepodległości oraz demonstracją przywiązania do polskiej tradycji i patriotyzmu. Przeciwnicy marszu (środowiska lewicowe Porozumienia 11 Listopada, w którego skład wchodzą m.in. Kampania Przeciw Homofobii, „Krytyka Polityczna”, Stowarzyszenie „Nigdy Więcej” i Młodzi Socjaliści) zarzucają mu promowanie faszyzmu i antysemityzmu, a także rasizmu. Według brytyjskiego dziennika „The Independent” głoszone są poglądy ksenofobiczne i białej supremacji, natomiast według artykułu w dzienniku „Rzeczpospolita” marsz „został w wielu zagranicznych i krajowych mediach przedstawiony nieodpowiedzialnie”, a niektórzy dziennikarze gazet, w tym reporter „The Washington Post”, dostarczali na jego temat nieprawdziwych wiadomości. Polskie Ministerstwo Spraw Zagranicznych stwierdziło natomiast, że nieuprawnione jest opisywanie jako dominujących tych elementów marszu, które w opinii ministerstwa miały charakter wyłącznie incydentalny.

## Historia

### Przed 2010
Do 2009 Marsz Niepodległości skupiał jedynie środowiska nacjonalistyczne. Brało w nim udział kilkaset osób.

### 2010
Ze względu na ostrą krytykę środowisk lewicowych i „Gazety Wyborczej” Marsz stał się tematem dyskusji publicznej. W demonstracji wzięły udział osoby z różnego rodzaju organizacji prawicowych oraz środowisk kibicowskich. Podczas marszu zatrzymano grupę osób oskarżoną o napaść na policjantów. Był w niej między innymi blokujący marsz Robert Biedroń i wielu członków Marszu Niepodległości.

### 2011

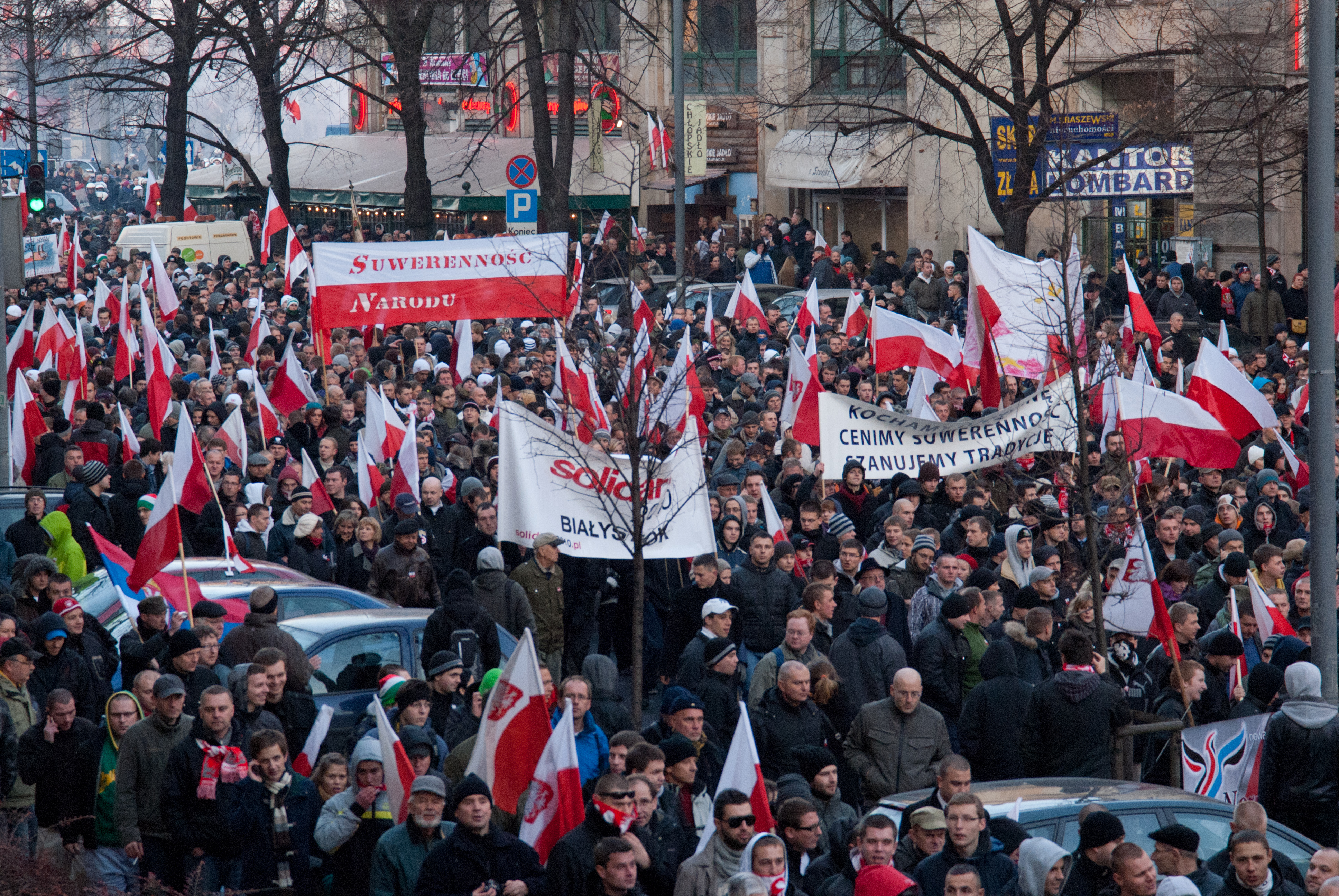
Przemarsz przez plac Konstytucji (2011)

Według organizatorów w 2011 w Marszu wzięło udział około 20 tysięcy osób. Już po zebraniu się uczestników Marszu Niepodległości i Kolorowej Niepodległej doszło do pierwszych starć między uczestnikami imprez. Ponad dwie godziny przed rozpoczęciem Marszu grupa około 100 osób z organizacji lewicowych, próbujących blokować Marsz, zaatakowała policjantów na rogu ul. Nowy Świat i ul. Świętokrzyskiej. Znajdujący się wśród nich, uzbrojeni niemieccy anarchiści z Antify zaatakowali uprzednio członków grup rekonstrukcyjnych, ubranych w historyczne mundury.
Na placu Konstytucji, gdzie zbierali się uczestnicy Marszu, część zgromadzonych osób napierała na kordon policji. Policja użyła gazu i armatek wodnych, na co demonstranci odpowiedzieli kamieniami i petardami. Na placu Na Rozdrożu podpalono samochód transmisyjny stacji telewizyjnej TVN24 i próbowano go przewrócić. W różnych miejscach miasta podczas zajść miały też miejsce ataki na dziennikarzy przez zamaskowanych sprawców. Policja zatrzymała około 210 osób, w tym 92 niemieckich anarchistów.
Policja zaatakowała demonstrantów. Za pobicia demonstranta Daniela K. nieumundurowany policjant na służbie Karol C. został skazany przez Sąd Okręgowy w Warszawie na 1,5 roku pozbawienia wolności, w zawieszeniu na 3 lata, oraz zakaz wykonywania zawodu policjanta przez 8 lat.

### 2012

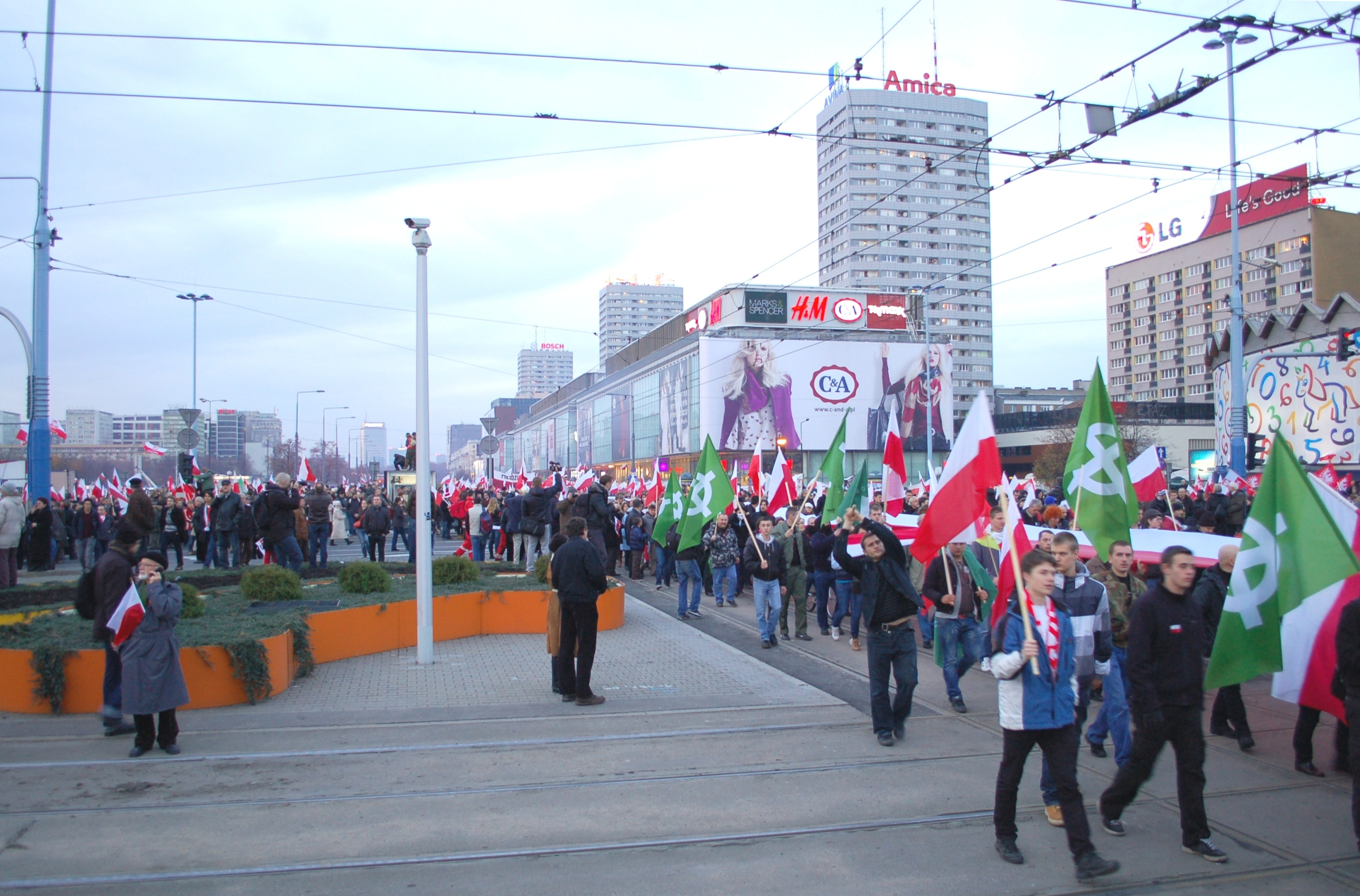
Marsz Niepodległości (2012)

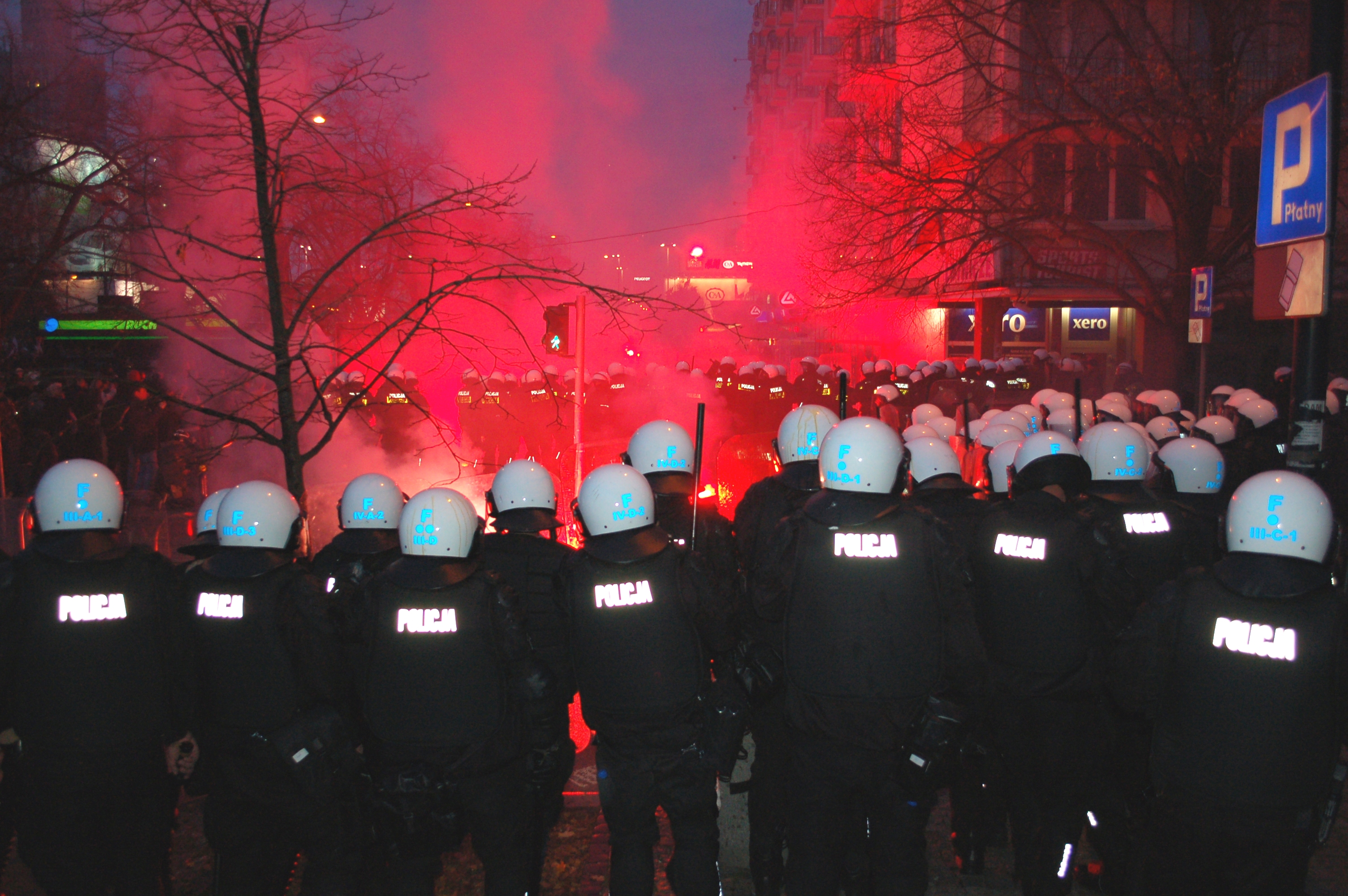
Policja zabezpieczająca marsz (2012)

Hasłem tego marszu było „Odzyskajmy Polskę”. Służby policyjne i niektóre media określiły frekwencję na maksymalnie 25 tysięcy osób. Inne media donosiły o „znacznym przekroczeniu zakładanych przez organizatorów 50 tysięcy osób”. W odróżnieniu od manifestacji w poprzednich latach, organizacje lewicowe skupione w „Porozumieniu 11 Listopada” postanowiły nie blokować prawicowej manifestacji, lecz zorganizowały własny marsz, który odbył się przed rozpoczęciem Marszu Niepodległości.
Osobne uroczystości na Placu Zwycięstwa oraz defiladelę historycznych formacji wojska polskiego w Alejach Ujazdowskich zorganizował też Prezydent RP Bronisław Komorowski. W sumie tego dnia przeszły przez Warszawę trzy pochody.
Marsz rozpoczął się w okolicy ronda Romana Dmowskiego. Do pierwszych starć doszło już po przejściu kilkuset metrów. Na ulicy Marszałkowskiej grupa stojących na przodzie marszu, zamaskowanych chuliganów odłączyła się od reszty uczestników i obrzucała racami, petardami oraz koszami kordon policji chroniący demonstrację. Funkcjonariusze zabezpieczający marsz odpowiedzieli użyciem gazu pieprzowego i broni gładkolufowej. Po starciach które wywiązało się między policją a uczestnikami marszu na komisariaty doprowadzono 176 osób, spośród których zarzuty postawiono 7 osobom (czynna napaść na funkcjonariuszy). Po zamieszkach marsz czasowo zatrzymano i podzielono na dwie grupy.
Ze strony organizatorów marszu pojawił się zarzuty o przekroczenie przez policję uprawnień, niedopełnienie obowiązków i rozproszenie zgromadzenia. Po zawiadomieniu o popełnieniu przestępstwa przez służbę prawną Marszu Niepodległości styczniu 2013 Prokuratura Okręgowa w Warszawie wszczęła postępowanie w sprawie działań policji podczas Marszu Niepodległości. Postępowanie zostało umorzone wobec braku znamion czynu zabronionego.

### 2013

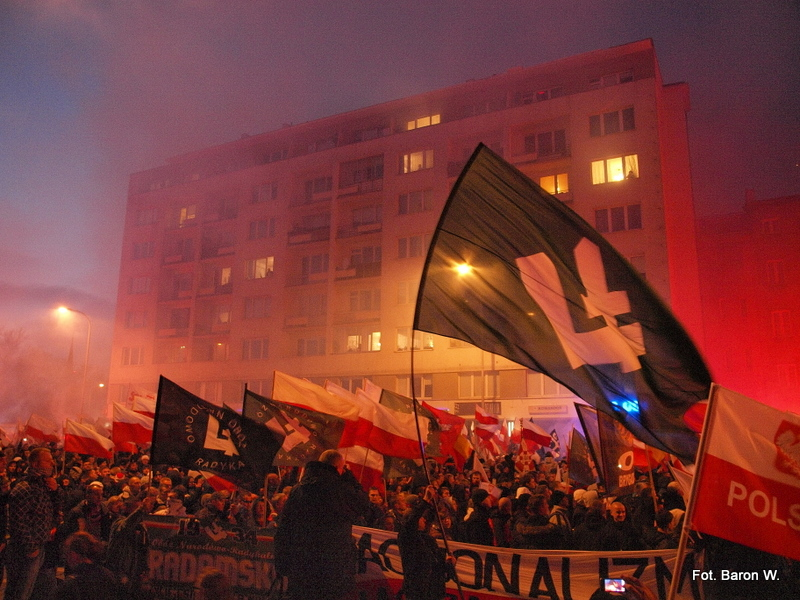
Widoczne wśród maszerujących flagi z symbolem falangi (2013)

Hasłem marszu było „Idzie nowe pokolenie!”. Według oświadczenia organizatorów Marszu Niepodległości 2013 wzięło udział około kilkudziesięciu tysięcy osób.
Podczas Marszu doszło do incydentów poza ustaloną trasą jego przebiegu. Było to spalenie instalacji artystycznej „Tęcza” na placu Zbawiciela, atak uczestników marszu na teren squatu Przychodnia oraz wywołanie zamieszek pod ambasadą Rosji. Spotkało się to z reakcją władz Rosji.
Analizując zapisy miejskiego systemu monitoringu, Ratusz poinformował, iż odpowiedzialni za zniszczenia odłączali się od marszu, a następnie wracali między jego uczestników przy braku reakcji ze strony organizatorów. W trakcie zamieszek rannych zostało 19 osób w tym dwunastu policjantów.
W maju 2014 Sąd Rejonowy dla Warszawy-Śródmieścia umorzył sprawę w sprawie podpalenia budki przy ambasadzie Rosji, nie składając aktu oskarżenia przeciwko jednemu z uczestników Marszu Niepodległości (osobie pierwotnie zatrzymanej i oskarżonej o ten czyn). 18 maja 2015 dziennikarz śledczy Cezary Gmyz z tygodnika „Do Rzeczy” upublicznił fragment podsłuchanej rozmowy szefa Centralnego Biura Antykorupcyjnego Pawła Wojtunika z minister rozwoju regionalnego Elżbietą Bieńkowską w ramach tzw. „afery podsłuchowej”, w której miała być poruszana kwestia rzekomego zlecenia przez ministra spraw wewnętrznych Bartłomieja Sienkiewicza podpalenia budki na terenie ambasady Rosji podczas Marszu Niepodległości 2013.

### 2014

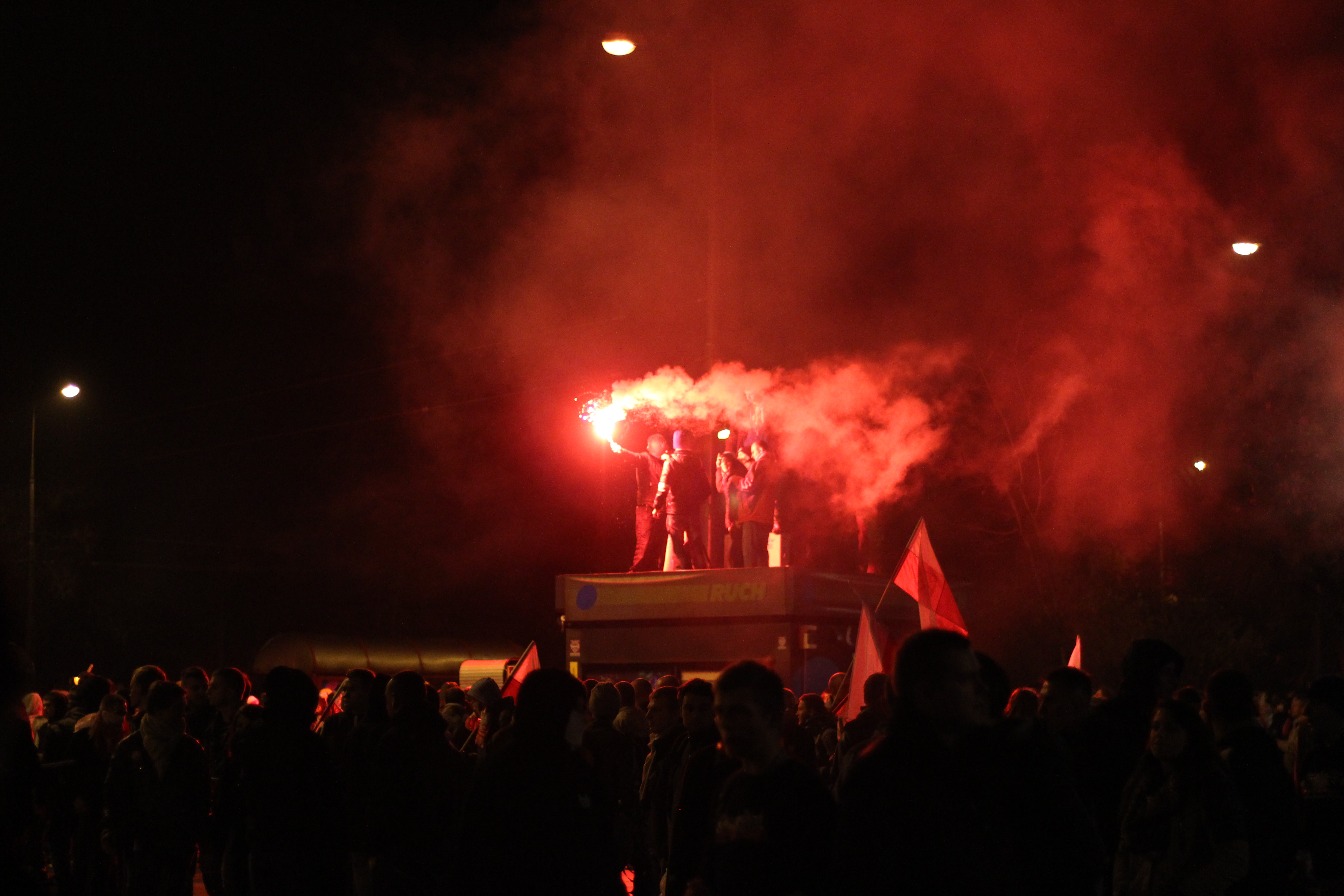
Uczestnicy marszu stojący na dachu kiosku z odpalonymi czerwonymi racami (2014)

Przebieg Marszu Niepodległości 2014 został zaplanowany przez organizatorów z uwzględnieniem podczas przemarszu oddania hołdu Romanowi Dmowskiemu w 150. rocznicę urodzin pod warszawskim obeliskiem upamiętniającym go. Marszowi w 2014 nadano hasło „Armia Patriotów”. Podczas pochodu z Marszu wyłoniła się kilkusetosobowa grupa agresywnych osób. Chuligani zaatakowali Straż Marszu na czele pochodu, a później, na rondzie Waszyngtona starli się z policją. Na komendę doprowadzono ponad 275 osób. W zamieszkach zostało rannych 51 policjantów oraz 24 osoby cywilne.

### 2015

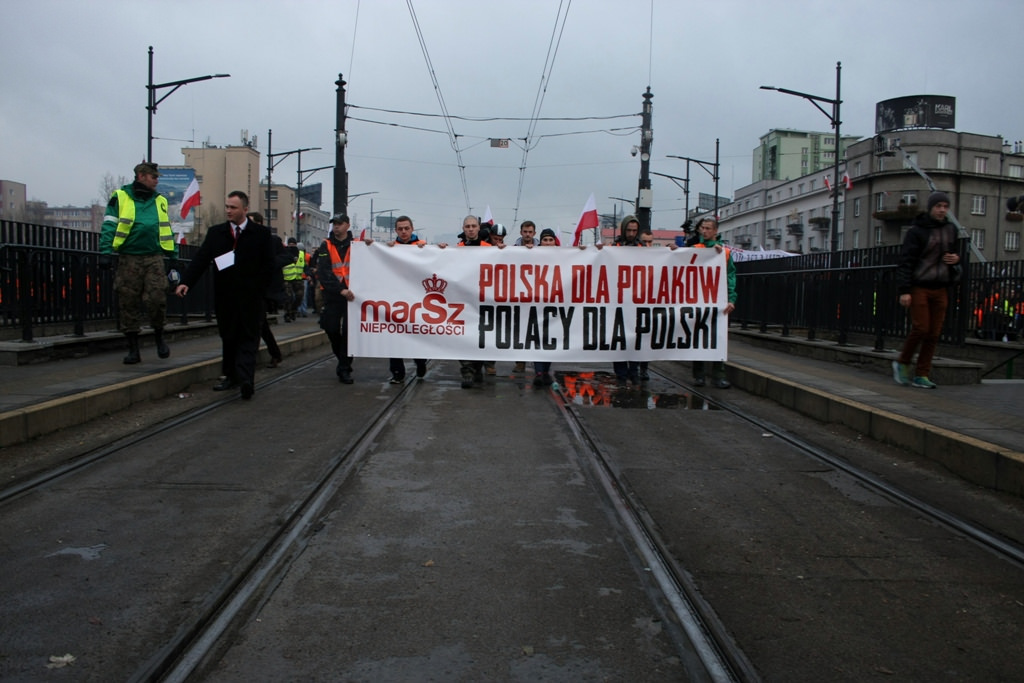
Manifestujący wraz z hasłem Marszu Niepodległości: Polska dla Polaków, Polacy dla Polski (2015)

Marsz odbył się pod hasłem „Polska dla Polaków, Polacy dla Polski”. Zbiórka uczestników miała miejsce na rondzie im. Romana Dmowskiego, ale w odróżnieniu od poprzednich edycji wydarzenia, została wyznaczona na 14:00, czyli o godzinę wcześniej. Trasa pochodu była niemal powtórzeniem trasy z 2014 roku, jedyną modyfikacją było pominięcie ronda Jerzego Waszyngtona – uczestników po zejściu z mostu Poniatowskiego skierowano w prawo objazdem, a następnie ulicą Wybrzeże Szczecińskie pod Stadion Narodowy. W czasie marszu doszło do mniejszych incydentów, a frekwencję oceniono na co najmniej 70 tysięcy do ponad 100 tysięcy osób.

### 2016
Marszowi w 2016 roku nadano hasło „Polska bastionem Europy”. Przed 11 listopada organizatorzy zakładali, że ulicami Warszawy przejdzie około 50 tysięcy osób. Według szacunków policji w marszu wzięło udział 75 tysięcy osób (organizatorzy podali 100 tysięcy osób). Uczestnicy marszu wyruszyli z ronda im. Romana Dmowskiego i przeszli przez Aleje Jerozolimskiej i Most Poniatowskiego. Pochód zakończył się na błoniach PGE Narodowego. Podczas marszu odczytano list prezydenta Polski Andrzeja Dudy. Według rzecznika komendanta głównego policji młodszego inspektora Mariusza Ciarki doszło do mniejszych incydentów – policja zwracała jednak uwagę ochronie manifestacji na odpalane petardy, które mogły zaszkodzić zdrowiu i życiu uczestników.

### 2017
Przed edycją z 2017 decyzją wojewody mazowieckiego Marsz Niepodległości został zarejestrowany jako zgromadzenie o charakterze cyklicznym na okres kolejnych czterech lat, w ramach którego określono stałą trasę od ronda Romana Dmowskiego do terenu na błoniach Stadionu Narodowego. W związku z tym kontrmanifestacje w pobliżu trasy przebiegu marszu były nielegalne. 
Marsz odbył się pod hasłem „My chcemy Boga”. Przed wyruszeniem marszu odbyła się msza święta (według początkowych zapowiedzi miała to być tzw. msza trydencka, później jednak zmieniono formę na mszę w języku polskim). Trasa była taka sama jak w 2016 roku. Według komendanta głównego policji nadinsp. Jarosława Szymczyka w warszawskim Marszu Niepodległości wzięło udział około 60 tysięcy uczestników. Marsz w Warszawie zabezpieczało 6,1 tysiąca policjantów. Na zaproszenie organizatorów marszu, jednym z jego uczestników był włoski nacjonalistyczny polityk, określający się jako faszysta Roberto Fiore.
Podczas Marszu zatrzymano 45 kontrmanifestujących, którzy rzekomo mieli propagować faszyzm. Żadnej z osób nie przedstawiono zarzutów.

### 2018

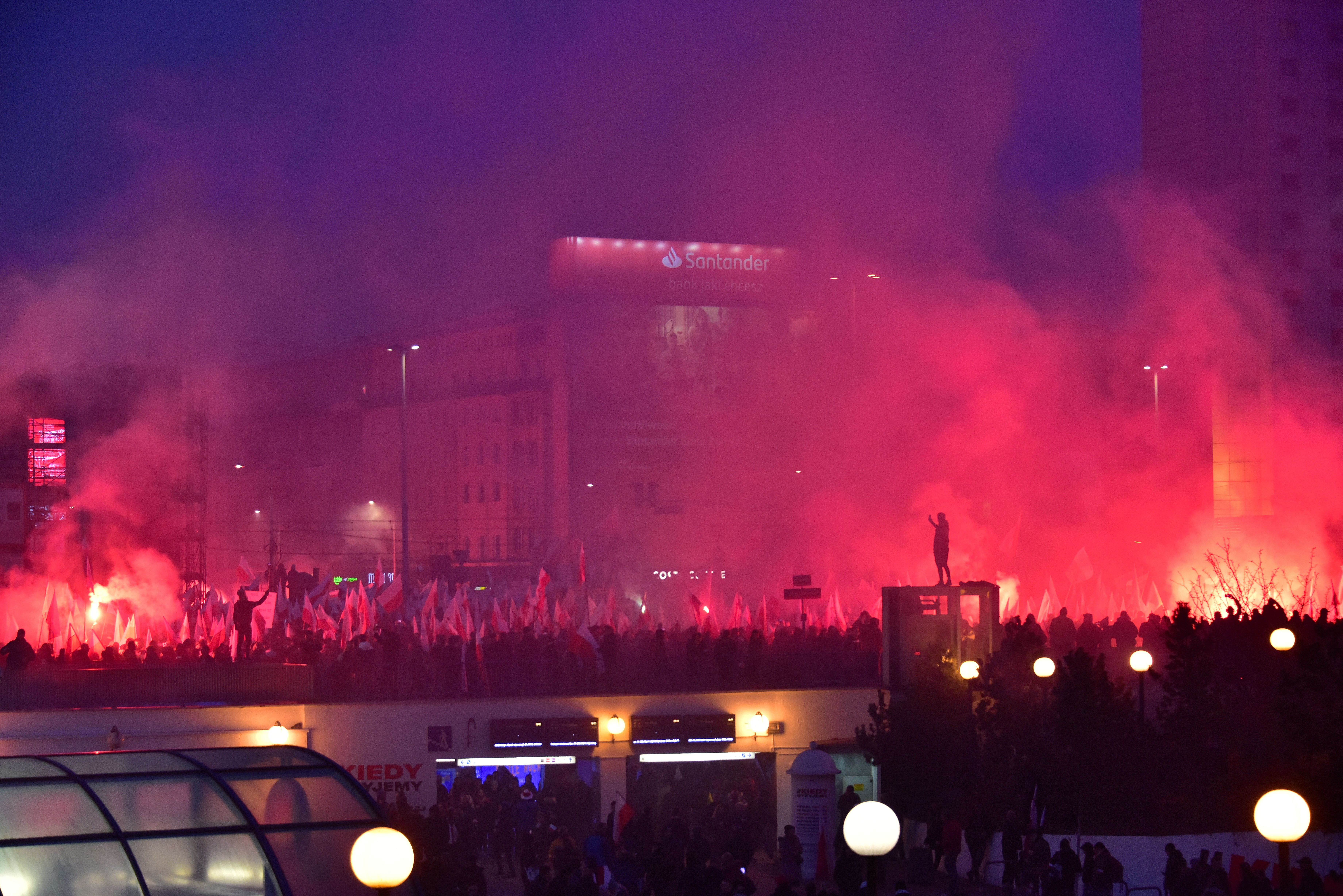
Uczestnicy marszu na rondzie Romana Dmowskiego (2018)

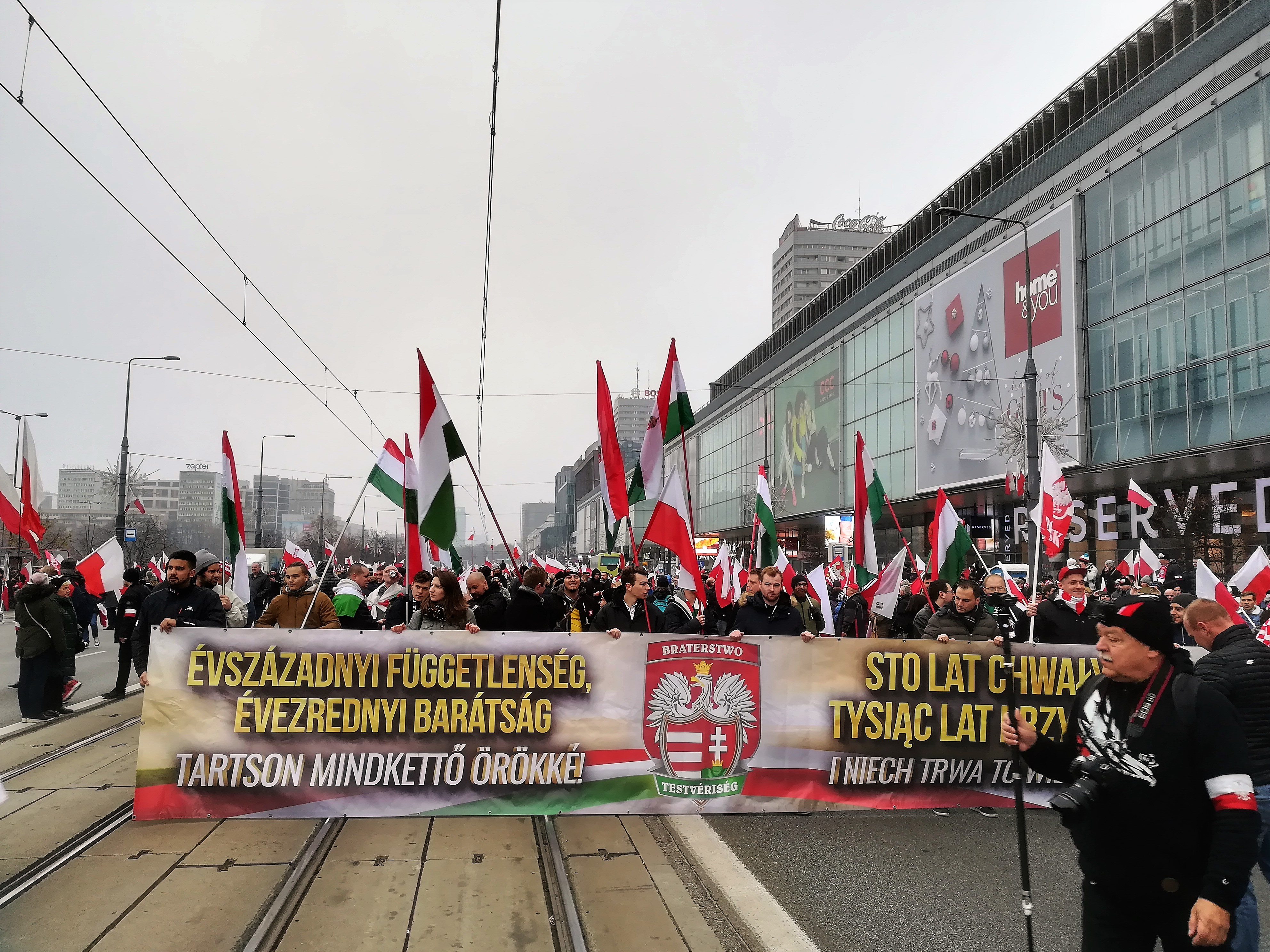
Uczestnicy marszu z Węgier (2018)

Edycja Marszu Niepodległości wpisała się w obchody 100-lecia odzyskania niepodległości przez Polskę.
W dniu 7 listopada 2018 prezydent Warszawy Hanna Gronkiewicz-Waltz poinformowała, że zakazała organizacji Marszu Niepodległości 11 listopada 2018, motywując to rzekomą niemożnością zapewnienia bezpieczeństwa oraz przypuszczalnymi treściami agresywnego nacjonalizmu. Po odwołaniu od tej decyzji złożonym przez Stowarzyszenie Marsz Niepodległości w dniu 8 listopada 2018 Sąd Okręgowy w Warszawie wydał postanowienie o uchyleniu decyzji prezydent Warszawy. Po złożeniu zażalenia przez urząd m. st. Warszawy 10 listopada 2018 Sąd Apelacyjny w Warszawie oddalił je, podtrzymał rozstrzygnięcie SO, a tym samym uprawomocniło się uchylenie zakazu organizacji marszu.
Wskutek wydania ww. zakazu organizacji Marszu Niepodległości Stowarzyszenie Marszu Niepodległości uzgodniło, że odbędzie się wspólny marsz wspólnotowy, współorganizowany z rządem Mateusza Morawieckiego. Na początku całej manifestacji o godz. 15 na rondzie Romana Dmowskiego w Warszawie z przemówieniem wystąpił prezydent RP Andrzej Duda, który objął honorowym patronatem marsz pod nazwą „Dla Ciebie Polsko”, w którym następnie przeszedł wraz z m.in. przedstawicielami rządu RP. W dalszej kolejności przeszedł pierwotnie planowany Marsz Niepodległości, organizowany w edycji 2018 pod hasłem „Bóg, Honor, Ojczyzna”. 
Frekwencyjnie był to rekordowy marsz; według szacunków policji udział w nim wzięło 250 tysięcy ludzi. Przebieg marszu był określany jako spokojny, bez większych incydentów. Masowo palono jednak race, spalono również flagę Unii Europejskiej. Niektórzy komentatorzy zwracali także uwagę na neofaszystowski charakter włoskiej Nowej Siły, której członkowie wzięli udział w marszu.

### 2019
Hasło przewodnie Marszu w 2019 roku brzmiało „Miej w opiece naród cały”. Jest to fragment pochodzący z pieśni maryjnej pt. „Z dawna Polski Tyś Królową”

### 2020
Zaplanowane przez stowarzyszenie wydarzenie odbyło się pod hasłem „Nasza cywilizacja, nasze zasady”.
Pomimo zakazu organizowania zgromadzeń powyżej 5 osób, wprowadzonym w związku z pandemią COVID-19, stowarzyszenie próbowało zgłosić zgromadzenie do rejestru. Na podstawie negatywnych opinii ekspertów, 6 listopada prezydent Warszawy Rafał Trzaskowski zakazał organizacji Marszu Niepodległości. Sąd podtrzymał jego decyzję, a pomimo zażalenia organizatorów wyrok nie został zmieniony.
9 listopada organizatorzy zapowiedzieli, że marsz odbędzie się w formie zmotoryzowanej, bez pieszych uczestników. Wbrew prośbom organizatorów, w marszu, oprócz samochodów i motocykli, uczestniczyły również osoby piesze.
Na trasie wydarzenia dochodziło do starć z policją, która próbowała uniemożliwić dalsze przejście lub niszczenie mienia. Chuligani obrzucali funkcjonariuszy środkami pirotechnicznymi i innymi niebezpiecznymi przedmiotami; policja reagowała z użyciem środków przymusu bezpośredniego. Pojawiły się również doniesienia o agresywnej postawie policji w stosunku do niektórych dziennikarzy, a jeden z fotoreporterów fotografujących zamieszki został postrzelony przez policjanta z broni gładkolufowej.
Około godziny 16:00 doszło do podpalenia mieszkania znajdującego się w kamienicy przy al. 3 maja, na wysokości wiaduktu Mostu Poniatowskiego. Budynek był obrzucany przez uczestników marszu racami i petardami, których część trafiła do jednego z mieszkań, wzniecając pożar. Jak podają media, przyczyną tych wydarzeń były znajdujące się w okolicznych oknach tęczowe flagi oraz symbole Ogólnopolskiego Strajku Kobiet. W mieszkaniu znajdowała się pracownia Stefana Okołowicza, znawcy sztuki Stanisława Ignacego Witkiewicza.
Komenda Stołeczna Policji poinformowała, że w związku z zajściami podczas marszu rannych zostało 35 funkcjonariuszy oraz zatrzymano ponad 300 osób. Prezes Stowarzyszenia Marsz Niepodległości Robert Bąkiewicz oskarżył policję o utrudnianie przejazdu samochodom, brutalność i prowokacyjną postawę oraz zażądał dymisji Komendanta Głównego Policji.

### 2021

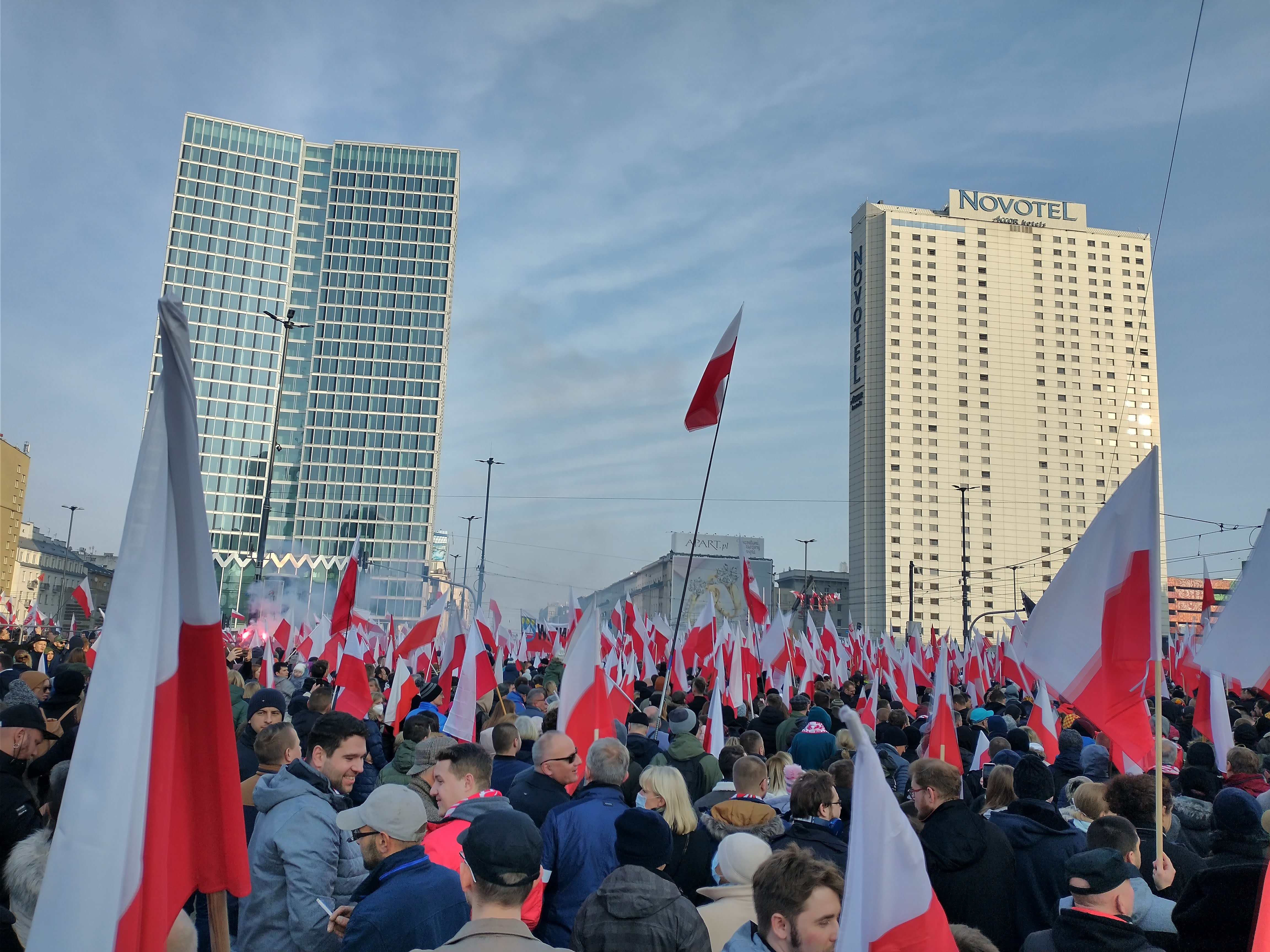
Marsz Niepodległości 2021

25 października wojewoda mazowiecki Konstanty Radziwiłł zatwierdził wniosek stowarzyszenia Marsz Niepodległości o nadanie wydarzeniu status zgromadzenia cyklicznego na kolejne lata. Decyzję tę zaskarżył do sądu prezydent Warszawy Rafał Trzaskowski. Sąd Okręgowy uchylił decyzję wojewody o ponownym nadaniu Marszowi Niepodległości statusu wydarzenia cyklicznego. Decyzja ta została utrzymana przez Sąd Apelacyjny w Warszawie. Sąd Apelacyjny oddalił też wniosek prokuratora generalnego Zbigniewa Ziobry o wstrzymanie wykonania postanowienia do czasu rozpatrzenia przez Sąd Najwyższy skargi kasacyjnej, którą prokurator złożył w tej sprawie. 9 listopada Jan Józef Kasprzyk, szef Urzędu do Spraw Kombatantów i Osób Represjonowanych, opublikował informację podającą, że „W obliczu niezrozumiałej decyzji Prezydenta Stolicy Rafała Trzaskowskiego” i „krzywdzących organizatorów Marszu Niepodległości decyzji sądów” podjął decyzję, by nadać wydarzeniu charakter państwowy. Marsz odbył się pod hasłem "Niepodległość nie na sprzedaż". Według szacunków organizatorów w marszu wzięło udział około 150.000 osób. Podczas marszu nie doszło do poważnych incydentów, a służby państwowe całość wydarzenia oceniły jako spokojne.

### 2022
5 października Ruch Narodowy i Młodzież Wszechpolska zaprezentowały swoje hasło tegorocznego wydarzenia: "Polska państwem narodowym". Oficjalne hasło Marszu Niepodległości zostało zaprezentowane 11 października i brzmi "Silny naród, wielka Polska". Uczestnicy ruszyli z ronda Dmowskiego o godz. 14:30. Podczas Marszu nie odnotowano poważniejszych incydentów. Na Marszu pojawili się politycy m.in.: minister sprawiedliwości Zbigniew Ziobro, wiceminister rolnictwa Janusz Kowalski, wiceminister klimatu Jacek Ozdoba, europoseł Patryk Jaki, poseł PiS Antoni Macierewicz, poseł Konfederacji Grzegorz Braun i posłanka Anna Siarkowska. Pojawiły się postawy antyukraińskie i hasła takie jak "Stop Ukrainizacji Polski", które zostały wykorzystane przez rosyjską propagandę.

### 2023

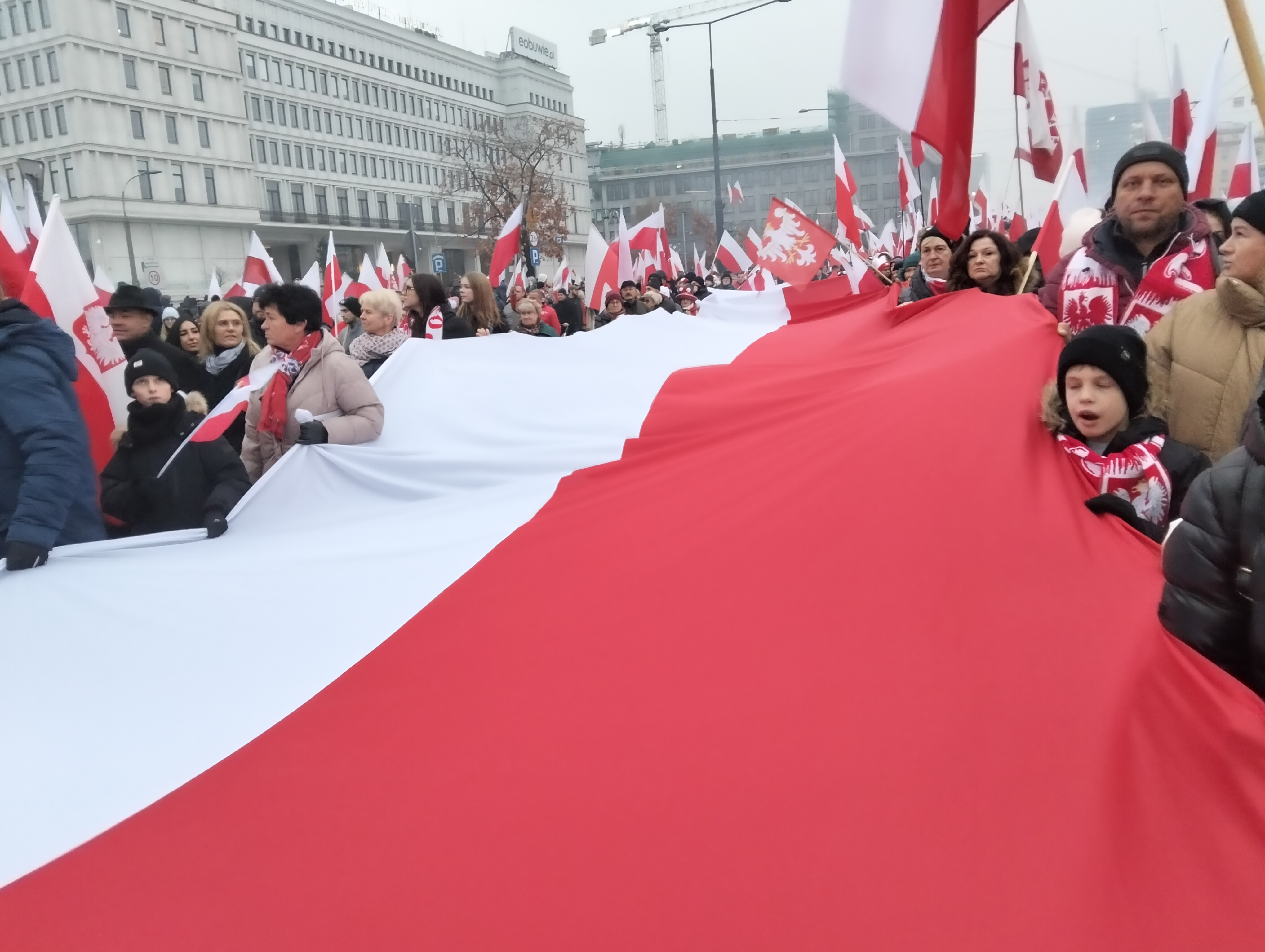
Marsz Niepodległości w 2024

Od 19 lutego 2023 r. prezesem stowarzyszenia "Marsz Niepodległości" jest Bartosz Malewski. Marsz przeszedł pod hasłem „Jeszcze Polska nie zginęła”.

### 2024
28 października 2024 r. zaprezentowano hasło tegorocznego Marszu: „Wielkiej Polski moc to my”, będące fragmentem Hymnu Młodych, którego autorem był Jan Kasprowicz.

## Próby blokad Marszu
W 2010 i 2011 środowiska lewicowe Porozumienia 11 Listopada, w którego skład wchodzą m.in. Kampania Przeciw Homofobii, „Krytyka Polityczna”, Stowarzyszenie „Nigdy Więcej” i Młodzi Socjaliści, próbowały zablokować marsz, twierdząc, że biorą w nim udział przedstawiciele skrajnej prawicy, w tym także osoby mające odwoływać się do ideologii faszystowskiej.

## Odbiór
W 2017 brytyjski liberalno-lewicowy dziennik „The Independent” uznał marsz za jedno z najliczniejszych zgromadzeń faszystów i innej skrajnej prawicy w Europie, zwracając uwagę na publiczne głoszenie poglądów ksenofobicznych i białej supremacji oraz na antysemickie korzenie części grup organizujących marsz (Młodzież Wszechpolska, Ruch Narodowy). Swoją krytykę marszu „Gazeta Wyborcza” oparła z kolei o informację agencji Associated Press mówiącą o 60000 nacjonalistów i głoszeniu Białej Europy bratnich narodów oraz o doniesieniach zagranicznych mediów, między innymi Al-Dżaziry zwracającej uwagę na antyislamski wydźwięk marszu oraz obecne w ustach uczestników marszu przekleństwa kierowane do uchodźców, Stanów Zjednoczonych, osób o poglądach lewicowych bądź liberalnych. Propagowanie poglądów nacjonalistycznych podczas marszu krytykowało też warszawskie „Nasze Miasto” i „Polityka”. Jako ksenofobiczny i faszystowski określił Marsz Niepodległości z 2017 Parlament Europejski w uchwalonej 15 listopada 2017 rezolucji dotyczącej Polski. PE wezwał władze Polski do zdecydowanego potępienia Marszu oraz podjęcia „stosownych działań” w związku z Marszem. 
Polskie Ministerstwo Spraw Zagranicznych 12 listopada 2017 opublikowało oświadczenie, w którym stwierdzono, iż nieuprawnione jest opisywanie jako dominujących tych elementów marszu, które miały charakter wyłącznie incydentalny, oraz że polskie władze zdecydowanie potępiają poglądy bazujące na ideach rasistowskich, antysemickich i ksenofobicznych.

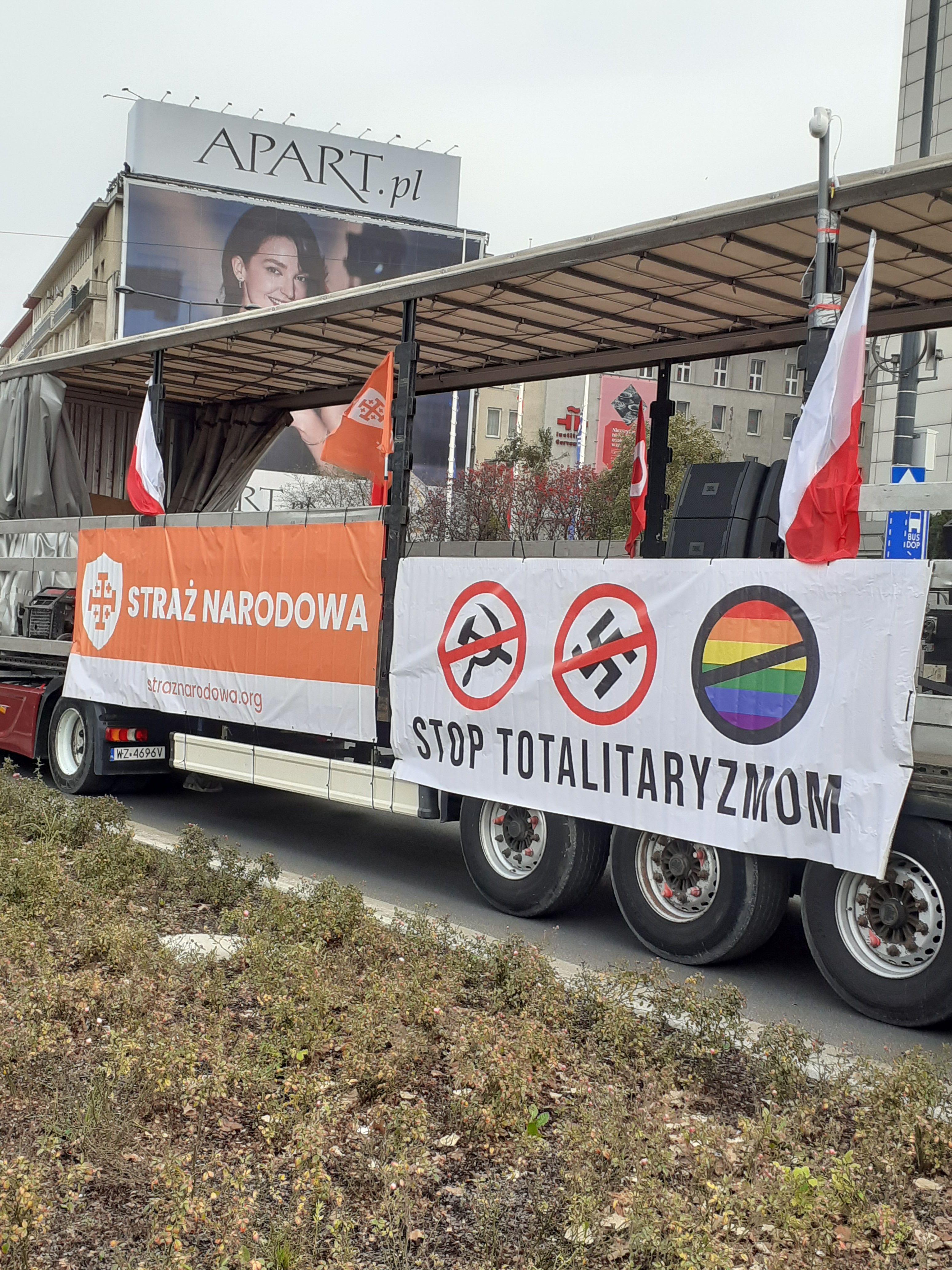
Banery na Marszu Niepodległości w 2022

W obronie Marszu Niepodległości wystąpił też profesor Korab-Karpowicz z Uczelni Łazarskiego. W artykule pt. „Demokracja umiera od kłamstw” opublikowanym 30 listopada 2017 w „Rzeczpospolitej” napisał, że „Marsz Niepodległości został w wielu zagranicznych i krajowych mediach przedstawiony nieodpowiedzialnie” oraz że niektórzy dziennikarze zagranicznych gazet, w tym reporter „The Washington Post”, dostarczali na temat marszu nieprawdziwych wiadomości. Tekst angielski rozszerzonej wersji artykułu ukazał się w gazecie „The Post Eagle” w Stanach Zjednoczonych.
Prezydent Andrzej Duda w wywiadzie udzielonym Dziennikowi Gazecie Prawnej przyznał, że na marszu „były hasła, których nie powinno być, i z którymi żaden uczciwy człowiek w Polsce zgodzić się nigdy nie powinien”. Potępił obecność tych transparentów i brak reakcji organizatorów. Jednocześnie nie zgodził się z oceną przedstawioną w Parlamencie Europejskim, potępiając głosowanie części polskich europarlamentarzystów i ich przyłączenie się, w opinii Dudy, do „batalii prowadzonej de facto przeciwko Polsce”. Prezydent wyraził opinię, iż nadużyciem jest uogólnianie, że na marsz niepodległości przychodzą tysiące nazistów: „ci, którzy mieli te transparenty, stanowili jakiś promil, a zdecydowana większość przyszła z patriotycznych pobudek, w radosnej atmosferze świętować odzyskanie przez Polskę niepodległości”.
Prokuratura prowadziła śledztwo w sprawie incydentów i dysponuje opinią biegłych o zakazanych ideologiach na Marszu Niepodległości 11 listopada 2017. Jednak w ciągu roku nie udało się zidentyfikować osób, które niosły transparenty z hasłami propagującymi takie ideologie i nie sporządzono aktu oskarżenia w tej sprawie.